# Ithaca Gun Company

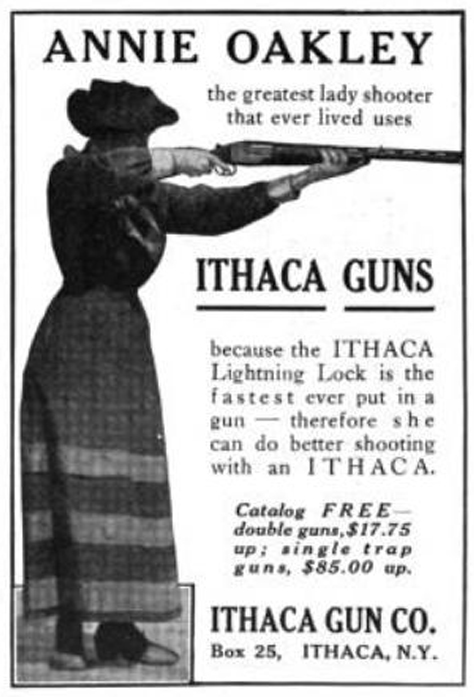
Advertentie uit 1916

De Ithaca Gun Company is een Amerikaanse fabrikant van vuistvuurwapens. Het bedrijf is een doorstart van Ithaca Guns USA, LLC dat in 2005 failliet ging.

## Geschiedenis
Ithaca Guns USA, LLC werd in 1880 opgericht door William Henry Baker in en zijn partners in Ithaca in de Amerikaanse staat New York. De eerste fabriek lag op een helling die bekend werd als Gun Hill en lag nabij een waterval die de site van energie voorzag. In 1883 begon Ithaca Guns shotguns te maken. In 1937 ging het bekende Model 37 van John Browning in productie. Het bedrijf bleef tot 1986 in Ithaca en verhuisde vervolgens naar King Ferry. In 2002 werd begonnen met het saneren van de oude zwaar vervuilde terreinen.
In juni 2005 sluit het schulden torsende bedrijf de deuren. De activa werden in november dat jaar openbaar verkocht waarna een doorstart volgde in Upper Sandusky in de staat Ohio. In 2007 gingen de activa over naar de Ithaca Gun Company.

## Modellen
- Ithaca Model 37
  - Featherlight
  - Ultralight
  - Deerslayer II
  - Deerslayer III